# Ack! ack! Lustiga Tider - Bellman I Uppsala
Ack! ack! Lustiga Tider - Bellman I Uppsala är Lars Hedbergs album släppt den 1 september 2008.

## Låtlista
1. Nå skrufva fiolen (2:48)
2. Ach hvad för en usel ko (5:05)
3. Fader Berström, stäm up och klinga (3:05)
4. Joacim uti Babylon (3:11)
5. Tre remmare (3:30)
6. Fjäriln vingad (3:23)
7. Täljevise (1:50)
8. Märk hur' vår skugga (5:44)
9. Stolta stad! (2:32)
10. Måltidssång (2:46)
11. Solen glimmar (6:16)
12. Ack! ack! Lustiga Tider (1:31)
13. Ulla! Min Ulla! (4:16)
14. Glimmande nymf (4:27)
15. Träd fram du nattens gud (4:53)

## Medverkande musiker
- Lars Hedberg - sång, gitarr
- Anette Hallèn - nyckelharpa
- Anders Bromander - cembalo, ackordion, piano
- Tommy Johnson - bas
- Den Flygande Bokrullen (orkester) - bastuba, horn, kornett, klarinett